# Pasirtamiang
Pasirtamiang is een bestuurslaag in het regentschap Ciamis van de provincie West-Java, Indonesië. Pasirtamiang telt 4410 inwoners (volkstelling 2010).